# Милош Парента
Милош Парента (Ислам Латински, код Задра, 1867 — Београд, 1944) био је српски свештеник, писац, професор и ректор Карловачке богословије. 

## Биографија
Рођен је 1867. године у селу Ислам Латински, код Задра. Пошто су му родитељи Андрија и Јока, рано умрли, становао је у Задру, код владике Милаша. Основну школу и класичну италијанску гимназију је завршио у Задру. Од 1884. до 1888. године је похађао Православну богословију у Задру. Образовање је наставио у Бечу, где је студирао на протестантско-геолошком факултету. Пошто су му прве две године биле признате, јер је завршио богословију, дипломирао је 1890. године. Током боравка у Бечу, паралелно је студирао филозофију и славистику. Ова два факултета, није завршио јер му је истекла стипендија и због недостатка средстава више није могао боравити у Бечу. 
Из Беча је дошао у Београд, где је поднео молбу за упис на Велику школу, али је био одбијен и тада се поново вратио у Далмацију. По повратку у Далмацију, 1891. године се оженио и постао свешетник. Рукоположио га је епископ далматинско-истарски Стефан Кнежевић. Прво службовање му је било у селу Полачи, код Книна, а потом у Бискупији, од 1893. до 1897. године. Од 1897. до 1905. је био суплент професора Богословије у Задру. Пошто је због веза са Београдом, био непоуздан за Аустроугарску власт, 1905. године је протеран из Задра у село Голубић, а потом у Доњи Кашић. Године 1907. је постављен за професора Богословије у Задру и све до 1918. године је предавао апологетику и догматику. Упоредо са овим је предавао и италијански језик у класичној гимназији. Године 1918. епископ Димитрије Бранковић га је рукоположио за протојереја-ставрофора. 
По завршетку Првог светског рата, 1918. године Далмацију је преузела Краљевина Италија. Убрзо потом Милош је био ухапшен и годину дана је провео у затвору у месту Ноћера Умбра у Италији. Године 1920. се вратио у Задар и одмах се укључио у демонстрације против италијанске окупације Далмације. Године 1921. се са породицом преселио у Книн, а потом 1922. у Сремске Карловце, где је добио место професора на Карловачкој богословији. Године 1923. је изабран за ректора Карловачке богословије. Пензионисан је 1928. године. 
После пензионисања живео је у Београду и био веома активан. Вршио је црквену службу и држао предавања на јавним трибинама. Био је веома активан у борби против конкордата. Објављени су му следећи радови: 
- Жртва новог завјета, Задар 1897. година
- Има ли душе - је ли душа бесмртна, 1905. година
- Катихета, Сарајево 1906. година
- Апологетика

Више година био је уредник „Патријаршијског гласника“ и сарадник у листу „Српски Сион“. У рукопису му је остало највеће дело „Моралика“. 
Умро је 1944. године у Београду, потиштен због трагичне судбине свог сина Ненада. 
Његове ћерке Олга и Гордана, као и син Ненад, били су комунистички опредељени. У току Народноослободилачког рата су били активни у покрету отпора у Београду. Сина Ненада, који је био лекар, септембра 1941. године ухапсила је Специјална полиција и убрзо стрељала. Ћерка Гордана била је ухапшена маја 1944. и умрла је од последица батинања у полицији, а Олга је ухапшена јула 1944. године и стрељана у августу. Ненад је после рата био проглашен за народног хероја. Трећа кћерка Татјана Парента, је била професор математике, а њен син је познати сликар Драгош Калајић.